# (3851) Альгамбра
(3851) Альгамбра (англ. 3851 Alhambra, ранее 1986 UZ) — каменный медленно вращающийся астероид семейства Флоры во внутренней части пояса астероидов; диаметр объекта составляет около 7 км.
Открыт 30 октября 1986 года японским астрономом Цутому Сэки в обсерватории Гейсей, Коти, Япония. Астероид назван в честь объекта всемирного наследия Альгамбра в Испании.

## Орбита и классификация
Астероид принадлежит спектральному классу S и входит в семейство Флоры, одну из крупнейших групп каменных астероидов в Главном поясе. Обращается вокруг Солнца во внутренней части пояса астероидов на расстоянии 2,0-2,3 а. е. с периодом 3 года 3 месяца (1171 день). Эксцентриситет орбиты равен 0,06, наклон орбиты относительно плоскости эклиптики составляет 5°. Впервые, ещё до официального открытия, объект наблюдался в 1950 году в обсерватории Ла-Плата, что увеличило дугу наблюдения на 36 лет.

## Физические характеристики
Кривая блеска астероида Альгамбра была построена по данным фотометрических наблюдений, проведённых в австралийской обсерватории Хантерс-Хилл в марте 2007 года. Было выявлен период вращения, равный 53 часам при амплитуде блеска 0,35 звёздной величины. Хотя объект и не внесён в список медленно вращающихся небесных тел, всё же период вращения Альгамбры существенно превышает периоды вращения большинства астероидов.
Согласно обзору, проводимому в рамках миссии NEOWISE космического аппарата Wide-field Infrared Survey Explorer, диаметр Альгамбры составляет от 6,5 до 6,8 км при альбедо поверхности от 0,218 до 0,242 соответственно, база данных Collaborative Asteroid Lightcurve Link приводит величину альбедо 0,24 — значение для Флоры, крупнейшего представителя семейства — и оценку диаметра 6,5 при абсолютной звёздной величине 13,1.

## Название
Малая планета была названа в честь Альгамбры, известного средневекового архитектурного ансамбля в Гранаде, Испания. Альгамбра является памятником исламской архитектуры и объектом всемирного наследия ЮНЕСКО. Официально название было опубликовано Центром малых планет 21 апреля 1989 года (M.P.C. 14482).